# Xã Burdick, Quận Perkins, South Dakota
Xã Burdick (tiếng Anh: Burdick Township) là một xã thuộc quận Perkins, tiểu bang Nam Dakota, Hoa Kỳ. Năm 2010, dân số của xã này là 23 người.